# Fouad Chokr
Fouad Chokr, parfois orthographié Fouad Choukr (en arabe : فؤاد شكر), également connu sous le nom d'Al-Hajj Mohsen ou Mohsen Chokr, né le 15 avril 1961 dans le district de Baalbek (Liban) et mort le 30 juillet 2024 à Haret Hreik (banlieue sud de Beyrouth), est un militaire libanais, haut responsable du Hezbollah. 
Membre de la génération fondatrice du mouvement, Fouad Chokr est un haut responsable militaire du Hezbollah depuis le début des années 1980. Pendant plus de quatre décennies, il est l'une des principales personnalités militaires du groupe et le conseiller militaire du dirigeant Hassan Nasrallah.
Désigné comme terroriste par les États-Unis en 2013, il est tué par une frappe aérienne israélienne en juillet 2024.

## Biographie

### Jeunesse
Fouad Chokr naît en 1962 dans le village d'Al-Nabi Shayth (en), dans le district de Baalbek au Liban, qui est également le lieu de naissance du cofondateur du Hezbollah, Abbas al-Musawi. Après la création du Hezbollah, le village devient l'un de ses principaux appuis. La maison du clan Chokr à Al-Nabi Shayth serait le dernier emplacement de détention connu du pilote israélien Ron Arad, disparu en mai 1988.
Fouad Chokr reçoit une formation militaire à l'université Imam-Hossein de Téhéran.

### Activités au sein du Hezbollah
À partir de la création du Hezbollah par le Corps des gardiens de la révolution islamique (CGRI) dans les années 1980, Fouad Chokr est l'une de ses principales figures. Il fait partie de la génération fondatrice du groupe et est son commandant militaire le plus haut placé à partir de 2016, agissant en tant que conseiller pour les opérations militaires auprès du chef du Hezbollah, Hassan Nasrallah. En tant que responsable militaire de l'organisation dans le sud du Liban, il est membre du Conseil du Jihad (en), où il est chargé de conseiller les dirigeants du Hezbollah sur toutes les questions liées aux opérations militaires, notamment l'entraînement avec la Force Al-Qods des gardiens de la révolution.
Proche associé d'Imad Moughniyah, Moustapha Badreddine et Moustapha Chahada, Fouad Chokr se bat contre les forces armées israéliennes après l'invasion du Liban par Israël en 1982.
Il participe à la planification et à l'exécution des attentats à la bombe contre les casernes de Beyrouth en 1983, qui entraînent la mort de 307 personnes, dont 241 soldats américains et 58 soldats français (« attentat du Drakkar »),.
Selon les renseignements américains, Fouad Chokr est envoyé à Téhéran en 1994 pour prendre en charge une cargaison de missiles Stinger en provenance d'Iran. Il succède en 2008 à Imad Moughniyah, mort dans un attentat à la bombe, au poste de « bras droit » du dirigeant suprême du Hezbollah, Hassan Nasrallah. Au début de la guerre civile syrienne, il est le commandant militaire du Hezbollah dans le sud du Liban, son secteur le plus important. Selon certains rapports, en 2016, Fouad Chokr aurait remplacé Badreddine au poste de commandant militaire du Hezbollah, après que celui-ci a été tué lors de l'intervention du Hezbollah dans la guerre civile syrienne.
Selon l'armée israélienne, Fouad Chokr est un responsable du programme d'armement avancé du Hezbollah, notamment ses missiles à guidage de précision, ses missiles de croisière et ses roquettes à longue portée,. Tsahal affirme également qu'il est directement impliqué dans le vol des corps de trois soldats israéliens lors d'une opération du Hezbollah à la frontière israélienne en octobre 2000 (en). Les corps sont rendus par l'organisation dans le cadre d'un accord d'échange de prisonniers le 29 janvier 2004, orchestré par le chef du Hezbollah Qais Obeid (he),.
Il jouerait « un rôle de premier plan » dans les attaques régulières du Hezbollah contre le territoire israélien, à partir du début de la guerre à Gaza. Il est en particulier tenu pour responsable de l'attaque à la roquette sur Majdal Shams, qui tue 12 enfants druzes le 27 juillet 2024.

### Mort
Le 30 juillet 2024, Fouad Chokr est la cible d'une frappe aérienne israélienne à Haret Hreik, un quartier de la banlieue sud de Beyrouth. Les premières informations indiquent qu'il a survécu à l'attaque, mais des sources sécuritaires libanaises, proches du Hezbollah, annoncent que son corps a été retrouvé sous les décombres, le lendemain de l'attaque. Sa mort est finalement confirmée. L'attaque tue également cinq civils et blesse 80 autres personnes.
Le Premier ministre du Liban, Najib Mikati, dénonce l'attaque en territoire libanais, la qualifiant d'« agression flagrante ». C'est aussi le cas de l'Iran, soutien du Hezbollah, et de la Russie, allié majeur de l'Iran.

## Sanctions et poursuites américaines
En 2013, le département du Trésor des États-Unis désigne Fouad Chokr comme terroriste international. Le département d'État l'ajoute à son programme antiterroriste Rewards for Justice (RFJ) le 10 octobre 2017, en même temps que le chef des opérations étrangères du Hezbollah, Talal Hamiyah (en). Les États-Unis offrent cinq millions de dollars pour toute information pouvant mener à son arrestation. Ces récompenses sont les premières accordées pour des personnalités du Hezbollah en une décennie.